# Гавриловка (Самарська область)
Гавриловка (рос. Гавриловка) — село в Алексєєвському районі Самарської області Російської Федерації.
Населення становить 407 осіб. Входить до складу муніципального утворення сільське поселення Гавриловка.

## Історія
Від 2005 року входило до складу муніципального утворення сільське поселення Гавриловка.

## Населення
| 1986 | 2002 | 2010 | 2014 | 2015 |
| ---- | ---- | ---- | ---- | ---- |
| 500  | ↘422 | ↘415 | ↘410 | ↘407 |